# Sydney Theatre Company
Sydney Theatre Company (STC) es una compañía de teatro australiana con sede en Sydney, Nueva Gales del Sur.
La compañía actúa en The Wharf Theatre en Dawes Point en el área de The Rocks de Sydney, así como en Roslyn Packer Theatre (anteriormente Sydney Theatre)  y Sydney Opera House Drama Theatre.

## Directores artísticos
| Año       | Director/es                   | Notas                |
| --------- | ----------------------------- | -------------------- |
| 1978–79   | Elizabeth Butcher             | Administrador de STC |
| 1979      | John Clark                    |                      |
| 1979–1990 | Richard Wherrett              |                      |
| 1990–1999 | Wayne Harrison                |                      |
| 1999–2007 | Robyn Nevin                   |                      |
| 2008–2013 | Cate Blanchett y Andrew Upton |                      |
| 2013–2015 | Andrew Upton                  |                      |
| 2016      | Jonathan Church               |                      |
| 2016–     | Kip Williams                  |                      |